# Cupidoliva solidula
Cupidoliva solidula is een slakkensoort uit de familie van de Olividae. De wetenschappelijke naam van de soort is voor het eerst geldig gepubliceerd in 1909 door Verco.